# Шаров, Егор Юрьевич
Шаров Егор Юрьевич (16 декабря 1988, Барнаул, СССР) — российский легкоатлет. Серебряный призёр Паралимпийских игр 2012 на дистанции 800 метров (класс — T12), трёхкратный чемпион мира (2013, 2015), пятикратный чемпион Европы (2012, 2014, 2016).

## Биография
Егор Шаров родился 16 декабря 1988 года в Барнауле. Занимает должность спортсмена-инструктора в бюджетном учреждении «Краевой Спортивный Клуб» с марта 2012 года.
Является заслуженным мастером спорта по легкой атлетике. Серебряный призёр XIV Паралимпийских Игр, двукратный чемпион Европы (2012), многократный чемпион и призёр Чемпионатов России по легкой атлетике среди спортсменов с нарушением зрения.
В 2013 году в список своих достижений добавил звание чемпиона мира (800 и 400 м), параллельно став рекордсменом мира на дистанции 800 м.
В сентябре 2013 года был занесен на городскую доску почета «Слава и Гордость Барнаула».

## Награды
- Медаль ордена «За заслуги перед Отечеством» II степени (10 сентября 2012 года) — за большой вклад в развитие физической культуры и спорта, высокие спортивные достижения на XIV Паралимпийских летних играх 2012 года в городе Лондоне (Великобритания)[2].